# La donna è mobile
"La donna è mobile" [la ˈdɔnna ˈɛ ˈmɔːbile] (Phụ nữ vốn hay thay đổi) là canzone (khúc thơ ý) của Công tước vùng Mantua trong phần mở đầu của cảnh 3 của vở opera đầy bi kịch Rigoletto do Giuseppe Verdi sáng tác (1851). Khúc canzone này nổi tiếng vì có thể phô diễn tuyệt vời cho giọng nam cao (tenors). Phần trình diễn tuyệt vời của Raffaele Mirate cho aria tại buổi ra mắt năm 1851 của vở opera được ca ngợi là điểm nhấn của đêm diễn. Trước buổi ra mắt đầu tiên của opera (ở Venice), bài hát đã được luyện tập với sự giữ bí mật rất chặt chẽ:, đó là một sự đề phòng cần thiết, vì "La donna è mobile" tỏ ra vô cùng hấp dẫn và bắt tai. Điều đó quả là không sai. Chỉ ngay sau buổi biểu diễn đầu tiên của bài hát, nó trở thành bài hát phổ biến trong những người chèo thuyền ở Venice.
Trong vở opera, bài hát được còn lặp lại ở một cảnh phía sau tạo ra một cảm giác lẫn lộn, vì Rigoletto nhận ra rằng đó là giọng hát sống động của Công tước đến từ bên trong quán rượu (ngoài sân khấu), trong khi đáng nhẽ Công tước phải đang ở trong cái túi đựng xác mà hắn đang ăn mừng mới phải. Thì ra Rigoletto đã thuê một sát thủ là Sparafucile để giết Công tước, nhưng Sparafucile đã lừa dối Rigoletto bằng cách lại giết Gilda, con gái yêu dấu của Rigoletto, thay vào đó.

## Âm nhạc
Câu chủ đề và gần như có vẻ hài hước của "La donna è mobile" (Phụ nữ vốn hay thay đổi) được giới thiệu ngay lập tức. Câu chủ đề sau đó được lặp đi lặp lại nhiều lần trong khoảng hai đến ba phút để thực hiện aria, nhưng với sự thiếu sót quan trọng - và rõ ràng - là bỏ lửng trong ô nhạc cuối cùng. Điều này có tác dụng thúc đẩy âm nhạc lên cao trào vì nó tạo ra ấn tượng không đầy đủ và chưa được giải quyết, như đáng nhẽ nó phải như vậy, không kết thúc trên âm chủ (Si) hoặc âm áp (Fa♯) mà là trên âm thượng áp (submediant) (Son♯). Sau khi Công tước đã hoàn thành phần lời hát, tuy nhiên, chủ đề lại được một lần nữa lặp lại; nhưng lần này thì bao gồm ô nhạc cuối và kết thúc, với âm kết thúc trọn vẹn là bằng âm Si chủ. Bài hát viết theo kiểu thơ và mang đậm phong cách với dàn nhạc ritornello (điệp khúc).

## Libretto
| Tiếng Ý | Lời dịch tiếng Anh | Lời dịch tiếng VIệt |
| --- | --- | --- |
| 1. La donna è mobile Qual piuma al vento, muta d'accento e di pensiero. Sempre un amabile, leggiadro viso, in pianto o in riso, è menzognero. Refrain La donna è mobil'. Qual piuma al vento, muta d'accento e di pensier'! 2. È sempre misero chi a lei s'affida, chi le confida mal cauto il cuore! Pur mai non sentesi felice appieno chi su quel seno non liba amore! Refrain La donna è mobil' Qual piuma al vento, muta d'accento e di pensier'! | Woman is flighty. Like a feather in the wind, she changes in voice and in thought. Always a lovely, pretty face, in tears or in laughter, it's untrue. Refrain Woman is flighty. Like a feather in the wind, she changes her words and her thoughts! Always miserable is he who trusts her, he who confides in her his unwary heart! Yet one never feels fully happy who from that bosom does not drink love! Refrain Woman is flighty. Like a feather in the wind, she changes her words, and her thoughts! | Phụ nữ vốn hay thay đổi Như lông tơ được gió lay, Lời nàng nói gió thổi bay, Nhưng dung nhan luôn diễm lệ Vẻ ngoài đẹp xinh lừa dối, Cả khi khóc lẫn khi cười. Phụ nữ vốn hay thay đổi Như lông tơ được gió lay, Lời nàng nói gió thổi bay, Suy nghĩ đổi nhanh như chớp! Suy nghĩ đổi nhanh như chớp! Nếu như có ai tin nàng Tin tưởng trái tim nhẹ dạ Ắt sẽ luôn luôn khốn khổ! Nhưng chén hạnh phúc đầy ắp Làm sao cảm nhận được đây Nếu không nếm rượu tình say! Phụ nữ vốn hay thay đổi Như lông tơ được gió lay, Lời nàng nói gió thổi bay, Suy nghĩ đổi nhanh như chớp! |

## Trong văn hóa đại chúng
Các giai điệu của bài nhạc đã được sử dụng trong văn hóa đại chúng trong một thời gian dài và trong nhiều dịp và với nhiều mục đích khác nhau. Verdi biết rằng ông đã viết một giai điệu rất phổ biến, nên ông đã cung cấp bản nhạc cho ca sĩ tại buổi ra mắt, Raffaele Mirate, chỉ ngay trước lúc mở màn và anh ấy thề sẽ không hát hay huýt sáo giai điệu bên ngoài buổi diễn tập. Và quả thực, sau đêm diễn, mọi người đã hát giai điệu vào ngay vào buổi sáng hôm sau trên đường phố. Chẳng mấy chốc, nó đã trở thành một bản nhạc phổ biến cho đàn organ thùng, và sau đó được sử dụng rộng rãi trong quảng cáo truyền hình. Người hâm mộ bóng đá hô vang những lời mới trên giai điệu bài nhạc, Tác phẩm cũng được sử dụng trong các trò chơi điện tử và phim ảnh.